# Iastrubînove, Voznesensk
Iastrubînove (în ucraineană Яструбинове) este localitatea de reședință a comunei Iastrubînove din raionul Voznesensk, regiunea Mîkolaiiv, Ucraina.

## Demografie
Componența lingvistică a localității Iastrubînove
     Ucraineană (93,32%)
     Rusă (4,91%)
     Alte limbi (1,2%)
Conform recensământului din 2001, majoritatea populației localității Iastrubînove era vorbitoare de ucraineană (93,32%), existând în minoritate și vorbitori de rusă (4,91%).